# Zygmunt Pawlas
Zygmunt Pawlas (Jasienica, 28 ottobre 1930 – Katowice, 20 giugno 2001) è stato uno schermidore polacco, vincitore di una medaglia d'argento nella scherma ai giochi olimpici.
Era il marito di Elżbieta Mnich-Pawlas.